# /bin
/bin (від англ. binary files — «двійкові файли») — каталог в UNIX-подібних системах, що містить виконувані файли. Відповідно до FHS монтується на кореневу файлову систему і повинен бути доступним навіть якщо ніякі інші файлові системи не змонтовані. Звичайний користувач може переглядати розміщені в ньому файли, але не змінювати їх. Права на запис мають лише суперкористувачі.
Різні системні додатки можуть знаходитись в каталозі /sbin. Додатки, встановлені для конкретного користувача знаходяться в каталозі /usr/bin.